# Lycée Hugo-Treffner
Pour les articles homonymes, voir LHT et HTG.
Le lycée Hugo-Treffner ou LHT (estonien : Hugo Treffneri Gümnaasium ou HTG) est un lycée situé dans la ville estonienne de Tartu.

## Origines
Il a été fondé par une personnalité reconnue du mouvement national estonien, Hugo Hermann Fürchtegott Treffner (1945-1912). Son idée était de rendre l’éducation secondaire accessible aux jeunes estoniens qui, pour différentes raisons (préparation insuffisante, âge de la majorité, manque de ressources économiques), n’étaient pas acceptés dans les autres établissements secondaires publics. Treffner a commencé ses études à la faculté de philosophie mais, peu après, il a opté pour la faculté de théologie qu’il a terminée en 1880. Comme Hugo Treffner était étroitement lié au mouvement nationaliste, les dirigeants de l’église luthérienne germano-baltique ont refusé de lui confier un poste de pasteur. Alors, il s’est engagé dans le domaine de l’éducation et, en attendant de pouvoir fonder sa propre école, il a travaillé comme précepteur et a donné des cours privés.

## Localisation
Le lycée Hugo-Treffner se situe dans le cœur de la ville universitaire de Tartu. Sous le règne du tsar Russe, Hugo Treffner (en) a été le premier proviseur en Estonie à accepter les garçons estoniens dans son école. C’était le premier lycée privé à Tartu. Aujourd’hui, LHT est le seul lycée en Estonie qui n’a pas de collège, c’est-à-dire le seul lycée « pur ». 
L’université de Tartu a depuis toujours influencé le LHT par sa proximité géographique et ses liens étroits avec l’école. La spécificité historique et actuelle de l’établissement ne provient pas uniquement de la proximité de l’université (300 m), mais aussi du système d’enseignement qui est très similaire. Treffner a souvent engagé des lecteurs de l’université, bien que pour un salaire assez élevé. Mais, économiquement, l’école dépendait entièrement des frais de scolarité sans aucun soutien financier supplémentaire.
Grâce à son école, Hugo Treffner a rendu un service énorme à la vie intellectuelle estonienne : il a donné à la société des hommes cultivés et déterminés qui, sans lui, n’auraient pas eu accès à l’éducation supérieure. Treffner s’en est même vanté : « Je suis l’homme qui se rend auprès des Russes et, en parlant allemand, s’occupe des affaires estoniennes » [réf. nécessaire].

## Histoire
Le 7 septembre 1883, Hugo Treffner a obtenu le droit de fonder son école, qui a commencé à être opérationnelle en janvier 1884. C’était un collège avec des classes de sixième, cinquième et quatrième où la langue d’enseignement était l’allemand. Dès 1886, l’école était située rue Hobuse. 
À cause de la politique de russification de l’Empire tsariste, en 1889, le russe est devenu la langue d’enseignement. En 1907, Hugo Treffner a obtenu l’autorisation et le nom d’un lycée privé pour son établissement. 
À partir de l’automne 1918, l’enseignement s'est fait en estonien car la République estonienne avait été mise en place la même année. En février 1919, l’école a déménagé dans le bâtiment actuel à l’angle des rues Munga et Rüütli, ce qui en a fait la plus grande école d’Estonie. Une partie de l’ancien lycée Alexandre y a été annexé. L’esprit patriotique estonien du LHT est bien prouvé par le fait qu’environ 12 % des soldats-lycéens participant à la Guerre d’indépendance (1918-1920) étaient des « treffneristes » (230 sur 2 000, dont le plus jeune n’avait que 14 ans). 
Au début de l’occupation soviétique, en 1944, l’ancien LHT a fusionné avec le 1er lycée de Tartu, formant ainsi la 1re école secondaire de Tartu, qui opérait dans le bâtiment actuel du LHT.
En 1954, l’école, qui avait été jusque là un établissement prévu pour les garçons, a ouvert ses portes aussi aux filles. En 1958, l’école a reçu le nom d’un célèbre écrivain estonien qui y avait fait, auparavant, une partie de ses études : Anton Hansen Tammsaare. L’établissement fut rebaptisé 1er lycée Tammsaare de Tartu. 
La première classe spécialisée en mathématiques a été ouverte en 1961 et ensuite une classe de physique a été ouverte en 1964. Puis, en 1969, les deux classes ont fusionné et donné naissance à une classe de sciences. En 1989 et en 1996, une classe de sciences naturelles et une classe de sciences humaines et de lettres ont été mises en place. Enfin, en 1990, le lycée Hugo-Treffner a été restauré et le système de modules y a été introduit. En 1998, l’école est devenue un lycée classique avec trois classes : seconde, première et terminale.
Le 16 novembre 1998, un incendie a ravagé le bâtiment de l’école. Les travaux de restauration ont commencé en 1999. En 2000, le déménagement a commencé dans le bâtiment partiellement restauré. En 2002, les travaux étaient finis. 

## Le lycée aujourd’hui
Le proviseur est Ott Ojaveer (depuis 2001) et la directrice des études est Aime Punga.
Le lycée Hugo-Treffner se situe dans le centre-ville de Tartu au 12, rue Munga tänav. Ce bâtiment a abrité des écoles pendant plus de deux cents ans. En effet, avant le LHT, il y a eu beaucoup d’autres écoles dont la plus connue est peut-être le lycée de province de Tartu. 
Le bâtiment actuel de l’école se compose en fait de quatre ensembles et comprend tout un quartier de la vieille ville entouré des rues Munga, Jaani, Rüütli et Lübecki. Le bâtiment a deux étages mais il faut prendre en compte également les caves et le grenier ainsi qu’une cour intérieure où les professeurs peuvent garer leurs voitures et les élèves leurs vélos. On peut déjeuner à la cantine au rez-de-chaussée et se reposer sur les canapés confortables de la salle de repos sous la toiture. Au centre de l’école, il y a un atrium où les élèves se rassemblent et s’assoient pendant les récréations. L’école dispose aussi d’une bibliothèque avec deux salles de lecture et d'une salle des fêtes. Dans la cave, il y a le musée du lycée Hugo-Treffner.
Pendant la dernière restauration, on a essayé de sauvegarder et d’exposer des détails originaux le mieux possible. Les solives en bois sous la salle de repos, le plafond peint du XIXe siècle dans une classe au rez-de-chaussée, les toilettes découvertes pendant la construction du bureau du principal en sont de bons exemples. En même temps, le bâtiment est très fonctionnel et confortable et il est pourvu des moyens technologiques modernes. Après l’incendie de novembre 1998, pendant les travaux, on a beaucoup reconstruit et rénové les bâtiments.

### Enseignement
Au lycée Hugo-Treffner, l’enseignement est organisé selon un système de modules. Dans une année, il y a 35 semaines de cours ; en tout, il y a au moins 175 journées scolaires. Chaque année scolaire est divisée en 5 modules de 7 semaines (en général un module comprend 35 journées de travail). Chaque module est composé de 6 semaines de cours et d’une semaine d’évaluations (examens) et de consultations. Chaque module est composé d’un certain nombre de cours, en général de 7-8 (par exemple le premier cours de math, le 5e cours d’estonien etc.). Les cours de gymnastique et les travaux pratiques ont lieu pendant toute l’année.
Tous les cours finissent par une évaluation, dont la forme est définie dans le syllabus de la matière. Au début de chaque cours, les professeurs informent les élèves de la forme et du contenu de l’évaluation.
La journée scolaire est composée de deux types de cours : de 45 minutes et de 90 minutes.

### Filières
Une filière est constituée d’un ensemble de matières dont l’objectif est d’obtenir des savoirs approfondis dans un domaine précis. Une filière est formée par l’ajout de matières à option aux matières obligatoires qui sont prévues dans le programme éducatif national.
Au LHT, on peut choisir entre trois filières : il y a deux classes de sciences ; deux classes de sciences humaines et de lettres ; une classe de sciences naturelles. L’objectif des sciences humaines et des lettres est d’obtenir des savoirs approfondis en culture générale. En ce qui concerne les sciences, l’accent est mis sur les mathématiques, la physique et l’informatique. Les élèves qui ont choisi les sciences naturelles obtiennent des savoirs approfondis en chimie et biologie.

### Activités
Le LHG offre diverses occasions de pratiquer des activités différentes :
- Le chœur mélangé « ANIMA » ;
- Le journal Miilang, dont l'objectif est de refléter tout ce qui se passe dans l’école, en plus des événements culturels par les yeux des « treffneristes » ;
- Le club sportif : on peut jouer au basket, volleyball, indiaca et floorball mais aussi pratiquer des activités physiques générales ;
- Le club d’arts martiaux : on peut apprendre le Wado-ryu karaté, le Hontai yoshin ryu ju-jutsu et l'escrime ;
- Le club de danse « Tantsutallad » ; en général on apprend et danse les danses nationales d’Estonie mais aussi des danses nationales de Lettonie et Moldavie ;
- La troupe de théâtre ;
- Le club des beaux arts, tourné surtout vers la peinture expressive et vers les techniques et pensées non traditionnelles ;
- Le club de discussion, où on apprend à discuter rationnellement et à exprimer ses opinions logiquement.

## Quelques illustres anciens élèves et professeurs
Anciens élèves
- Kaarel Eenpalu (Karl Einbund) (1888-1942)
- Ernst Enno (1875-1934)
- Mati Karmin[1] (1959-)
- Harald Riipalu (1912–1961)
- Anton Hansen Tammsaare (1878-1940)
- Jaan Teemant (1872-1941 ?)

Professeurs
- Villem Grünthal Ridala (1885-1942), professeur d’estonien ; poète estonien, interprète, spécialiste de la langue et du folklore estoniens ;
- Rudolf Tobias (1873-1918), professeur de chant ; le premier compositeur estonien qui a eu une éducation musicale, organiste et chef d’orchestre, il a écrit les premières compositions instrumentales d’Estonie ;
- Johannes Voldemar Veski (1873-1968), professeur de latin, d’allemand et d’estonien ; docteur de l’université de Tartu, auteur du Dictionnaire de bon usage en langue estonienne ;
- Richard Kleis (1896-1982), professeur d’histoire et d’éducation civique, ainsi que de latin ; rédacteur de l’Encyclopédie estonienne soviétique et d’autres ouvrages de référence ;
- Eduard Vääri (1926-2005), professeur d’estonien, un des auteurs du Lexique des mots étrangers.

## Anecdotes
Le roman Indrek. Vérité et Justice, tome 2, de l’écrivain Anton Hansen Tammsaare, parle de la vie scolaire et quotidienne d’Indrek Paas, le personnage principal, dans l’école de Maurus (en fait le lycée Hugo-Treffner dont Tammsaare lui-même était élève à l’époque décrite dans le roman). Le personnage le plus distingué est le principal Maurus qui est une copie plus ou moins exacte d’Hugo Treffner, le fondateur et le premier principal de l’école.